# Selbstbildnis (Sabine Lepsius)
Mit dem einfachen Titel Selbstbildnis wird ein Gemälde der Malerin Sabine Lepsius (zur Zeitpunkt der Entstehung noch Sabine Graef) bezeichnet. Das Selbstporträt der Künstlerin im Stil des Realismus gehört heute zum Bestand der Nationalgalerie und wird in der Alten Nationalgalerie auf der Museumsinsel Berlin ausgestellt.

## Beschreibung
Vor einem sich an den Rändern verdunkelnden goldbraunen Hintergrund, der abseits der flächigen Farbe nichts zeigt, steht die Künstlerin. Der Körper wird etwa von der Taille bis zum Kopf gezeigt, über dem Kopf ist noch Freiraum. Lepsius steht in einer Dreiviertel-Ansicht leicht nach links gedreht, der Kopf wendet sich in die entgegen gesetzte Richtung und ist leicht nach unten geneigt. Die Augen sind, ungewöhnlich bei einem Selbstporträt, nur leicht geöffnet, der Blick abschätzend. Auch der Mund ist leicht geöffnet. Die Haare sind kurz geschnitten, üblicherweise trugen Frauen zu der Zeit ihr Haar lang und hochgesteckt. In der Hand hält sie Pinsel verschiedener Größe. Auf dem angewinkelten rechten Unterarm ist eine Farbpalette abgelegt, gehalten wird sie offenbar nur locker vom nicht sichtbaren Daumen der Hand. Der linke Arm hängt regungslos am Körper herunter. Im Gegensatz zum angedeuteten Malereihintergrund trägt Lepsius nicht etwa einen Kittel, sondern ein zu der Zeit so anspruchsvolles wie modisches, mehrteiliges grüngraues Kostümkleid mit einem leichten, rosafarbenen Untergewand, das am Halsausschnitt und am Ärmel herausschaut. Über der Brust wird es von einer doppelherzförmigen silbernen Brosche zusammengehalten.
Das Ölgemälde wurde auf einer 83,7 × 63,5 Zentimeter großen Leinwand gemalt. Ganz oben rechts findet sich die Signatur Sabine Graef, darunter die Jahreszahl 1885.

## Einordnung
Lepsius malte das Bild im Alter von 21 Jahren. Erst kurz zuvor war sie vom Studium der Musik zur Malerei gewechselt, da ihr als Frau der Besuch der Kompositionsklasse untersagt wurde. Die Tochter des Hofmalers Gustav Graef wechselte deshalb nach einiger Zeit der Selbstfindung in die Malerklasse für Mädchen von Carl Gussow. Das Bild gilt als sehr reifes Werk einer Anfängerin. Es steht in der Realismus-Tradition der Bildnisse von Gustave Courbet.
Das Gemälde zeigt trotz der Utensilien im Bild nicht den eigentlichen Malprozess. Dem widerspricht nicht zuletzt die Kleidung der jungen Frau, die statt Malkittel ein wertvolles Kleid trägt. Wahrscheinlich hat sie dieses nach dem Erleben der Schauspielerin Sarah Bernhardt selbst entworfen und geschneidert. Es ist eher ein Moment der Selbstreflexion oder der Inspiration, der hier gezeigt wird. Es erinnert stark an Arnold Böcklins 1872 entstandenes Bild Selbstbildnis mit fiedelndem Tod. Annette Dorgerloh hat in ihrer Dissertation zudem große Ähnlichkeiten der Gesichtszüge der Dargestellten und des Engels in Caravaggios Evangelist Matthäus und der Engel erkannt. Es wäre ein zu der Zeit überaus moderner Gedanke gewesen, wenn sich Lepsius als „Inspirierte“ mit einem Engel verschmolzen interpretiert hätte, war doch der Engel bis dahin die Kraft, die den Künstler inspiriert hatte. Diese Überblendung zweier Aussageebenen, fast wie bei einem Rollenspiel, der engelhaften sowie der realen Sabine Lepsius, erweitert die Aussagekraft des Bildes deutlich. Ungewöhnlich auch, dass für die Verschmelzung ein Engel und nicht wie für Frauen sonst üblich erscheinender, eine Muse verwendet wurde. Die Überblendung des Bildnisses der sich kurzhaarig-androgyn zeigenden Künstlerin und Caravaggios Engel hebt das Bild auf eine übernatürlich-mystische Ebene. Auch die fast geschlossenen Augen verweisen auf den alten Topos der Heiligen- und Märtyrerdarstellungen. Auch der Hintergrund, der um den Kopf wie ein übergroßer, leuchtender Heiligenschein erscheint, weist in diese Richtung. Dorgerloh legt nahe, dass Lepsius in diesem Jahr in einem Verleumdungsprozess für ihren zu der Zeit inhaftierten Vater aussagen musste und sich auch deshalb gefühlsmäßig mit diesem Personenkreis verbunden sah. Der Gesichtsausdruck, der neutral-leere, also noch unbeschriebene, Hintergrund und die recht androgyne Selbstdarstellung sollen womöglich auf die noch unbestimmte Zukunft, aber auch ein unbändiger Wille zur Behauptung, in der von Männern dominierten Malerei weisen. Der Gesichtsausdruck mit der Blickverweigerung kann als Verzückung aber auch Schmerz gesehen werden.

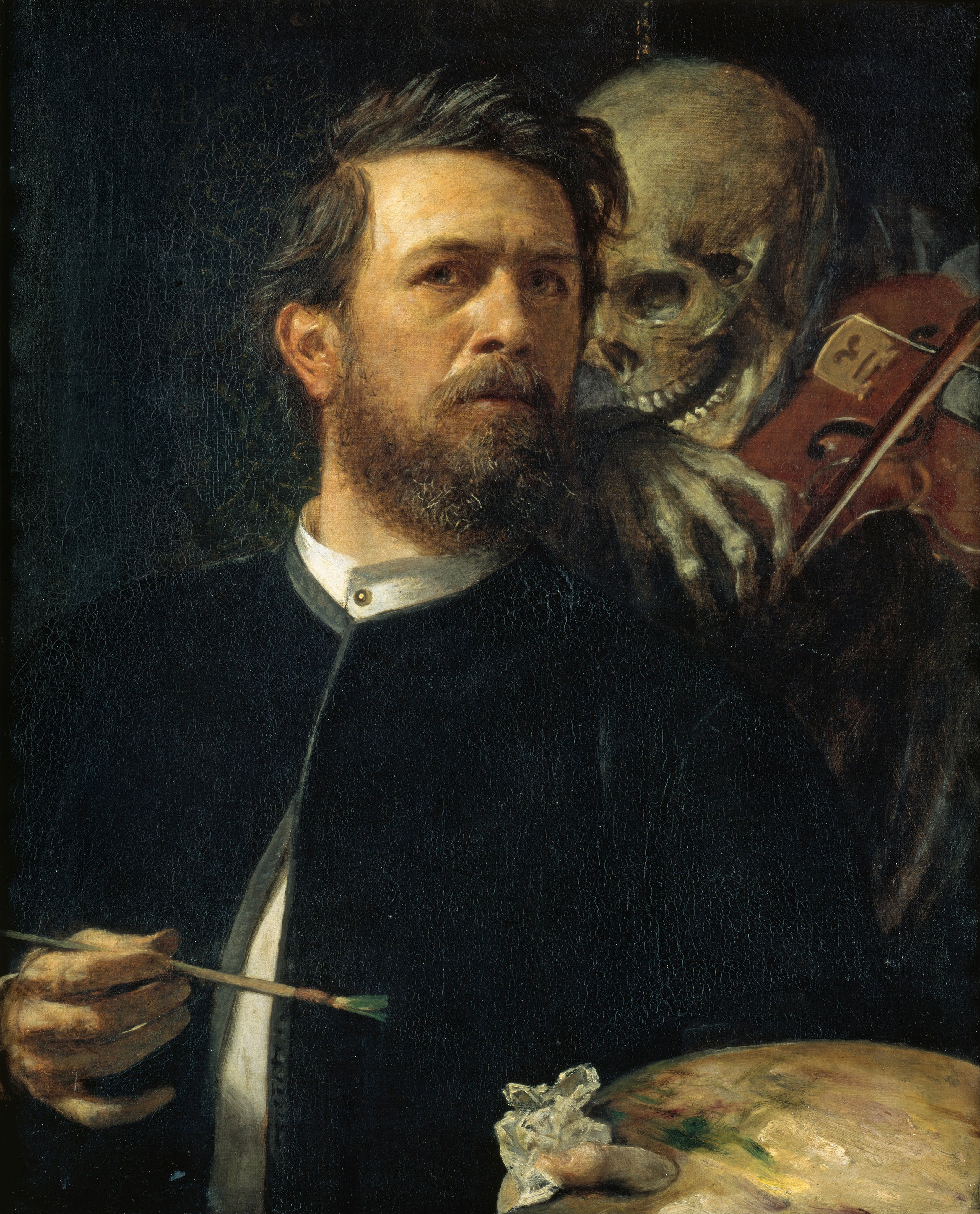
Selbstbildnis mit fiedelndem Tod von Arnold Böcklin
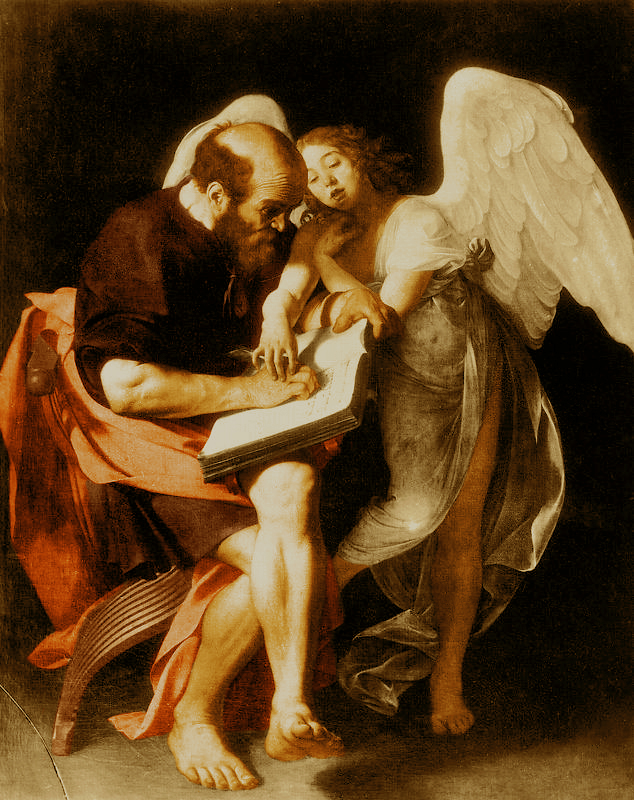
Evangelist Matthäus und der Engel von Caravaggio

Die Ausführung ist anders als es bei Lepsius späteren, impressionistisch geprägten Werken, ist die Pinselführung bei diesem frühen Gemälde noch lasiert, was der Arbeitsweise ihres feinmalerisch-realistisch arbeitenden Lehrers Gussow entspricht. Unter den auf dem Bild dargestellten, mit Farben bedeckten, Pinsel sind dementsprechend auch einige von dessen besonders kurzen „Gussow-Pinseln“ zu sehen. Auch die Gussow-Schülerin Clara von Rappard verfertigte 1885 mit Die Seele (heute im Kunstmuseum Bern) ein hochgradig komplexes Selbstbildnis.

## Provenienz und Geschichte

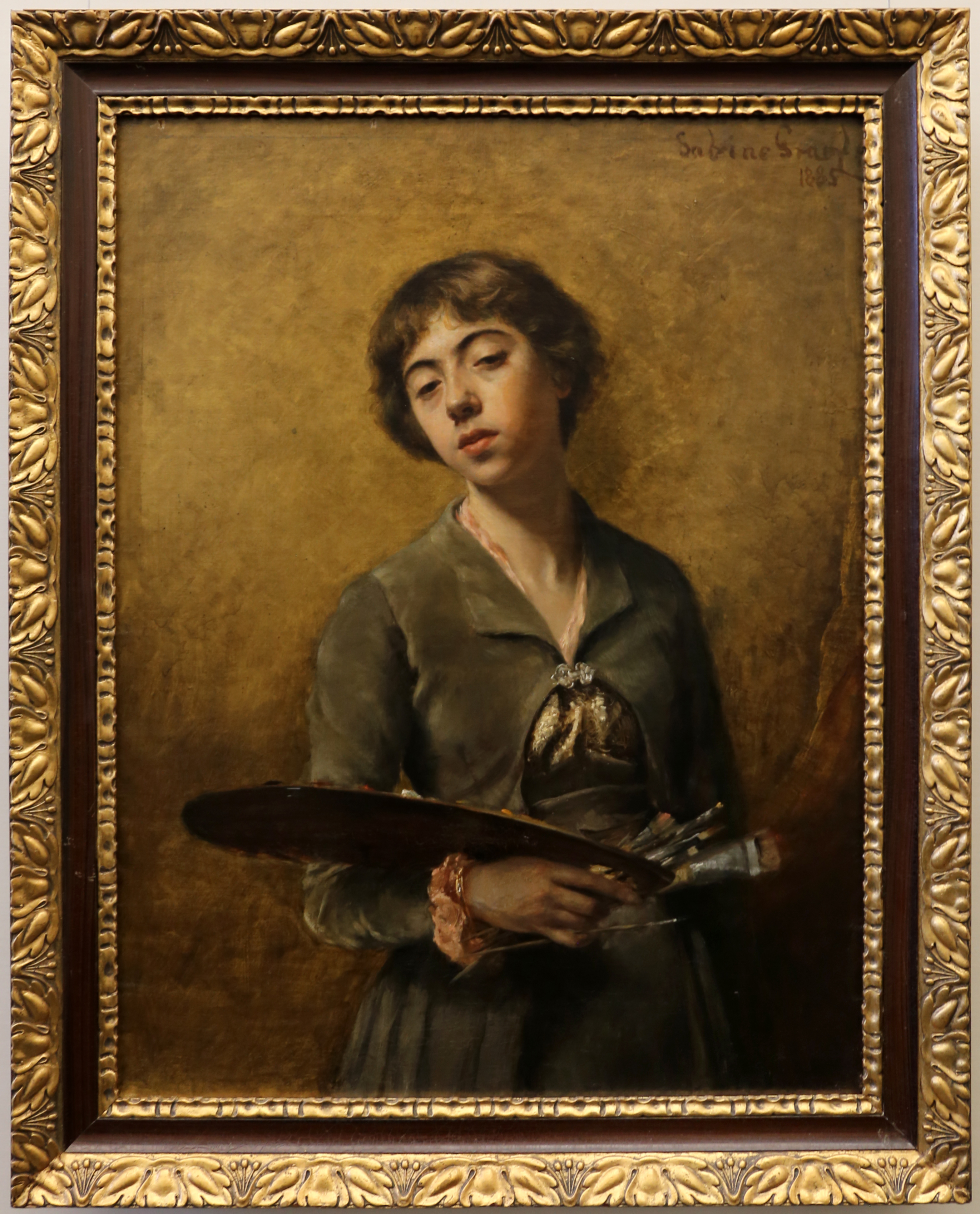
Gemälde mit Rahmen

Das Bild wurde zu Lebzeiten Lepsius’ nie öffentlich ausgestellt. 1956 erwarb die West-Berliner Nationalgalerie das Werk von der Tochter der Malerin, der zu der Zeit in Lauda lebenden Monica Lepsius-Berenberg.
Das Gemälde wurde in verschiedenen Sonderausstellungen gezeigt, darunter:
- Berlinerinnen. Bekannte und unbekannte Frauen in Berlin aus drei Jahrhunderten, Berlin (West), Berlin Museum, 26. April 1975 bis 29. April 1975.
- Das Verborgene Museum I. Dokumentation der Kunst von Frauen in Berliner öffentlichen Sammlungen, Berlin (West), Akademie der Künste, 18. Dezember 1987 bis 7. Februar 1988.
- Profession ohne Tradition. 125 Jahre Verein der Berliner Künstlerinnen, Berlin, Berlinische Galerie, 11. September 1992 bis 1. November 1992.
- Preussens Eros – Preussens Musen. Frauenbilder aus Brandenburg-Preussen. Potsdam, Haus der Brandenburgisch-Preußischen Geschichte, 24. September 2010 bis 2. Januar 2011.
- Homosexualität_en, Berlin, Deutsches Historisches Museum, 25. Juni 2015 bis 1. Dezember 2015.
- Kampf um Sichtbarkeit. Künstlerinnen der Nationalgalerie vor 1919. Berlin, Alte Nationalgalerie, 11. Oktober 2019 bis 8. März 2020.

Sowohl auf dem Schutzumschlag der von ihrer Tochter herausgegebenen Autobiografie im Jahr 1972 als auch halb verdeckt beim Poster für die Ausstellung Kampf um Sichtbarkeit der Nationalgalerie 2019 dient das Bild als zentraler Blickfang.
Seit den 1980er Jahren ist das Bild einer größeren Öffentlichkeit bekannter geworden, seitdem sich vermehrt mit den Künstlerinnen beschäftigt wird. Nachdem das Bild für die Vorführung im Rahmen der Präsentation der Dissertation von Annette Dorgerloh 2003 aus dem Depot geholt wurde, wurde das Bild anschließend in die Dauerausstellung übernommen.